# Shunko Maru

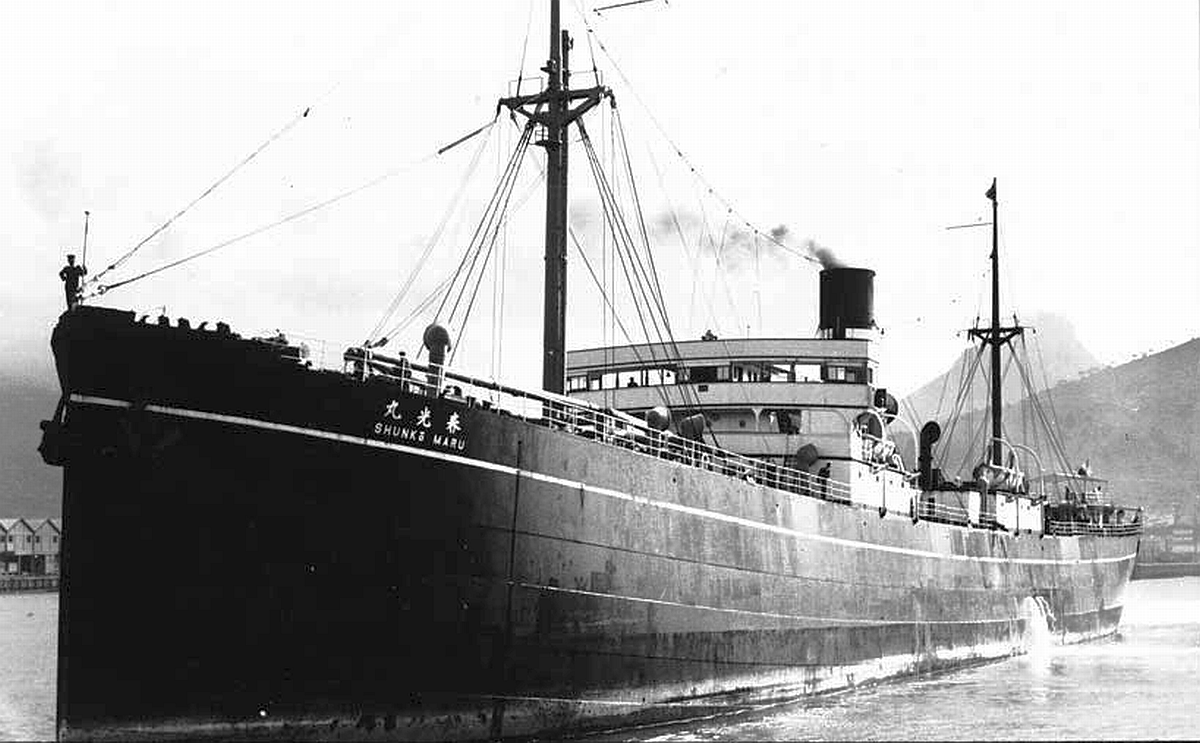
Jiný pohled na japonskou loď Shunko Maru

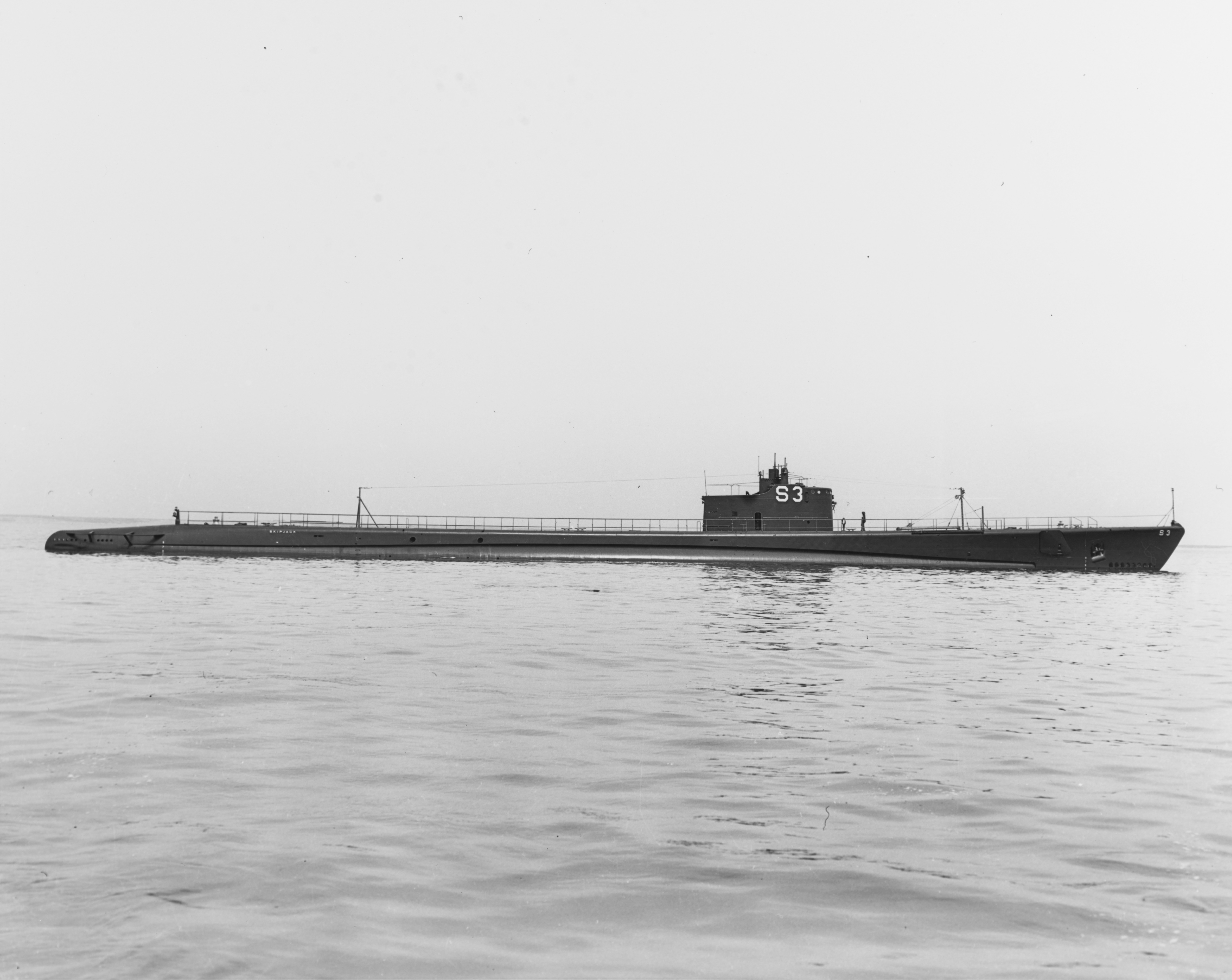
Americká ponorka USS Skipjack v roce 1938. V roce 1942 torpédovala loď Syunko Maru

Shunko Maru byla jedna ze sedmi japonských transportních lodí, které se podílely po skončení první světové války na odvozu československých legionářů z Vladivostoku do Evropy. 

## Stručná historie lodi

### Od roku 1919 do roku 1941
Loď Shunko Maru o délce 130 metrů (a výtlaku 6780 BRT) byla v loděnicích Harima dokončena 4. listopadu roku 1919. Byla určena pro společnost Goko K. K. z japonského města Amagasaki (v prefektuře Hjógo). Její první plavbou byl 15. transport československých legionářů z ruského Vladivostoku do italského Terstu (plavba trvala od 24. prosince 1919 až do 12. února 1920). Společnost OSK Line z Ósaky zakoupila loď Shunko Maru v roce 1921 a provozovala ji po oceánech a mořích celého světa. Během této doby byla loď přejmenována na Syunko Maru.

### Roky 1941 – 1942
Japonská císařská armáda zabavila loď Syunko Maru v říjnu 1941 a nechala ji přestavět na pomocnou transportní loď. Během války v Tichomoří sloužila loď Syunko Maru k přepravě vojáků na Filipíny. Syunko Maru byla zařazena 2. října 1942 do konvoje vezoucího zásoby jednotkám bojujícím na Nové Guineje. Dne 14. října 1942 v dopoledních hodinách byl tento lodní transport napaden americkou ponorkou USS Skipjack. Japonci sice zahájili obranu pomocí lodních děl, ale loď Syunko Maru byla 14. října 1942 zasažena dvěma torpédy a v odpoledních hodinách šla ke dnu ve Filipínském moři na pozici jižně od Palau. Posádce lodi se na záchranných člunech podařilo Syunko Maru včas opustit.

## 15. lodní transport československých legionářů

### Základní informace
Pronajatá transportní japonská loď (zaoceánský parník) Shunko Maru měla, podle prvotního plánu Centrokomise, dopravit do Evropy 2. československý střelecký pluk „Jiřího z Poděbrad“. Jednotka se ale zdržela na přeplněné Transsibiřské magistrále a tak bylo rozhodnuto, že bude loď použita pro převoz vojáků Důstojnické školy československého vojska na Rusi a příslušníků Školy nezletilých dobrovolců. Velitelé obou škol byli o rozhodnutí Centrokomise informováni 19. prosince 1919; loď měla připlout do přístavu ve Vladivostoku 21. prosince 1919 a ihned po jejím zakotvení začalo nakládání. Velitelem transportu byl určen podplukovník Oleg Svátek. Na palubu Shunko Maru se nalodilo celkem 1 025 československých legionářů + 242 dalších osob (z toho: 105 nezletilých dobrovolců; 53 internovaných delegátů ze zrušeného 2. sjezdu československého vojska). Loď vyplula z Vladivostoku po 14. hodině na Štědrý den 24. prosince 1919. Trasa lodi vedla kolem Japonska a Číny, dále přes jižní Čínské moře, Singapur, Indický oceán, Rudé moře, skrze Suezský průplav a po Středozemním moři. Do Terstu dorazila Shunko Maru dne 12. února 1920 v noci ve 2 hodiny 40 minut. Celá cesta japonskou lodí měřila 18 255 kilometrů a trvala (i s přestávkami plavby v přístavech) asi 50 dní. V Terstu dostal transport k dispozici dva vlaky a již 13. února 1920 oba odjely po železnici z Terstu (přes Lublaň a Štýrský Hradec) směrem do Československa. Hranice republiky vlakové soupravy překročily za ranní tmy 17. února 1920 a ještě téhož dne dojely do Prahy.

### Podrobnosti cesty
Nakládání na loď začalo ihned po jejím připlutí do přístavu ve Vladivostoku. Byly naloženy suroviny určené pro Československou republiku, k nimž patřila velká zásilka bavlny, 74 beden sušených žloutků a 760 beden kondenzovaného mléka. Žloutky a mléko zakoupili českoslovenští vojáci pro potřeby dobročinného spolku České srdce.
- Loď opustila Vladivostok 24. prosince 1919 po 14.00 hodině.[4]

„Nazdar!“ křikne nám naposledy na rozloučenou generál Čeček. „Nazdar!“ zahřmí z paluby, a když pozdrav zalehl v moři, křikne jeden bratr z paluby na generála: „Tak a teď si tu zůstaň, my už jedeme!“ Sobec, jen když on jede. Ale ostatní měli radost též, jen jakás obava před tou dalekou cestou nedala radosti projeviti se. Zatáčíme k Ruskému ostrovu a za hodinu ztrácíme Vladivostok z očí a ocitáme se na širém moři. Tam radost evakuační rychle mizí. Moře se vlní, loď se kolébá z boku na bok. Slabší bratři druh za druhem mizejí v  útrobách lodních, balí se v přikrývky a ukládají svůj rozhoupaný žaludek na promrzlou postel, aby po půl hodině běželi odvésti „první daň moři.“
Václav Valenta, 24. prosince 1919, Vladivostok, po 14.00 hodině, při vyplouvání lodi Shunko Maru z přístavu, 
Po 2. hodině odpoledne rozloučil se s námi generál Čeček a za zpěvu „Kde domov můj“ jsme vypluli. Dlouho díval jsem se na vzdalující se Vladivostok a s ním i na vzdalující se Rusko. Kolik radosti i hořkosti jsem zde zažil! Pátý rok života - čtyři a čtvrt nejlepších let svého života jsem zde strávil. Nu, od toho všeho unáší mne dál i dále každé otočení šroubu.
Josef Churavý, 24. prosince 1919, Vladivostok, po 14.00 hodině, při vyplouvání lodi Shunko Maru z přístavu, 
- V pátek 26. prosince 1919 (Na Štěpána) před půlnocí doplula Shunko Maru před přístav Karacu[4] a následujícího dne dopoledne vjelo plavidlo do japonského přístavu. První zastávku využili legionáři k návštěvě a prohlídce přístavu.[4] Na loď byly doplněny zásoby uhlí a pitné vody,[4] ale meteorologové předpovídali cyklon a také velké vlny na moři zdržely odplutí z přístavu, které se nakonec uskutečnilo až v úterý 30. prosince 1919 v 7.00 hodin ráno.[5]

- Ve čtvrtek 1. ledna 1920 (na Nový rok) doplul parník do těsné blízkosti čínské Šanghaje[4] a zakotvil v kanálu v ústí řeky Jang-c’-ťiang.[5] Přestávka v plavbě byla využita k opravě tří kotlů, které mráz potrhal ve Vladivostoku.[5] Zaoceánský parník se vydal na svou další plavbu až v sobotu 3. ledna 1920 po 9. hodině večerní.[5]

- V pondělí 12. ledna 1920 ráno vjel zaoceánský parník Shunko Maru do přístavu v Singapuru.[4][5] Tady měli legionáři možnost navštívit a prohlédnout si město, loď doplnila zásoby uhlí a ve středu 14. ledna 1920[4] kolem 9.00 hodiny ráno se 15. legionářský transport vydal na další dlouhou plavbu západním směrem napříč Indickým oceánem.[4]

Cesta nejfádnější, jaká jen může býti. Vždy za tři čtyři dny potkáme jednu loď. Ve dne se bavíme pozorováním delfínů a létajícími rybami, v noci prohlížíme jižní oblohu a ponocujeme do dvou hodin z půlnoci, abychom viděli „Jižní kříž“. O jiném neslyšíš na palubě mluviti nežli o hvězdách. I naši kluci již propadli té horečce. Sedí v hloučcích na vozech či plachtách, natažených nad palubou, a co od velkých nachytali, s tím „hvězdaří“.
Václav Valenta, O průběhu cesty parníku Shunko Maru Indickým oceánem (cca 17. ledna 1920 – 26. ledna 1920),  
Plujeme ve vzdálenosti dvou stupňů od rovníku. Teplota se drží stále kolem +30 °R (37,5 °C). Spáti možno sotva od dvanácti v noci, do rána v podpalubí nedá se spáti vůbec. Vše se rozložilo po palubě. Máme nouzi o pitnou vodu. Mýti se můžeme v sladké vodě pouze dvakrát v týdnu, ostatní dny musíme se spokojiti se sprchami. Jsme celí slaní, vše se na nás lepí od soli. Lodní kapitán na mapě, visící na palubě, postrkuje praporeček. Ach, jak pomalu se plazíme po oceáně!
Václav Valenta, O průběhu cesty parníku Shunko Maru Indickým oceánem (cca 17. ledna 1920 – 26. ledna 1920),  
- Ve čtvrtek 29. ledna 1920 dorazilo plavidlo do Džibuti.[4] Tady byly na loď naloženy suché kůže a následujícího dne (v pátek 30. ledna 1920) pokračovala Shunko Maru Rudým mořem směrem k Suezskému průplavu.[4]

- Ve čtvrtek 5. února 1920 po 4. hodině ranní vjel zaoceánský parník do Suezského průplavu[4] a asi kolem 11. hodiny v noci vyplula loď z průplavu a zakotvila v přístavu Port Said,[5] kde byly vyloženy kůže a doplněny zásoby pitné vody.[4]

- V pátek 6. února 1920 si legionáři prohlédli město Port Said a ve 2 hodiny odpoledne se loď vydala na poslední část cesty – na plavbu Středozemním mořem.[5] Při vyplouvání z přístavu zaujal cestující legionáře pohled na hořící ruskou loď Tula s nákladem zápalek.[4][p. 8]

- Ve středu 11. února 1920 v 9.00 hodin večer zakotvil parník v městě Mali Lošinj[4] (Lussin Piccolo; Malá Ločin) na ostrově Lošinj odkud ve čtvrtek 12. února 1920 o 5. hodině ranní zahájil parník plavbu do Terstu, kam doplul ještě téhož dne odpoledne ve 2 hodiny 40 minut.[5]

Až když loď přirazí ke břehu, spadne ti kámen z prsou, který tě tísnil celou cestu. Teď jsi zas na pevnině. Naděje, že se dostaneš domů živ a zdráv stoupla rázem o 75 %.
Václav Valenta, Po přistání parníku Shunko Maru v Terstu 12. února 1920, 
- 12. února 1920: Parník zakotvil na rejdě a na loď přišli přístavní úředníci, mořský referent českého konsulátu a italští lékaři, kteří přijeli dělat zdravotní prohlídku pasažérů (všech cca třinácti set osob).[5] Po prohlídce pokračovala loď ke skladišti na břehu.[5]

Na břeh jsme nesměli, ale za to přišlo na loď několik italských legionářů, kteří hned museli vyprávěti, co věděli nového z domova. Náš konsul přivezl také balík novin, které se přímo hltaly a šly z ruky do ruky celý večer.
Josef Churavý, Po přistání parníku Shunko Maru v Terstu 12. února 1920, 

Osoby související s lodí Shunko Maru
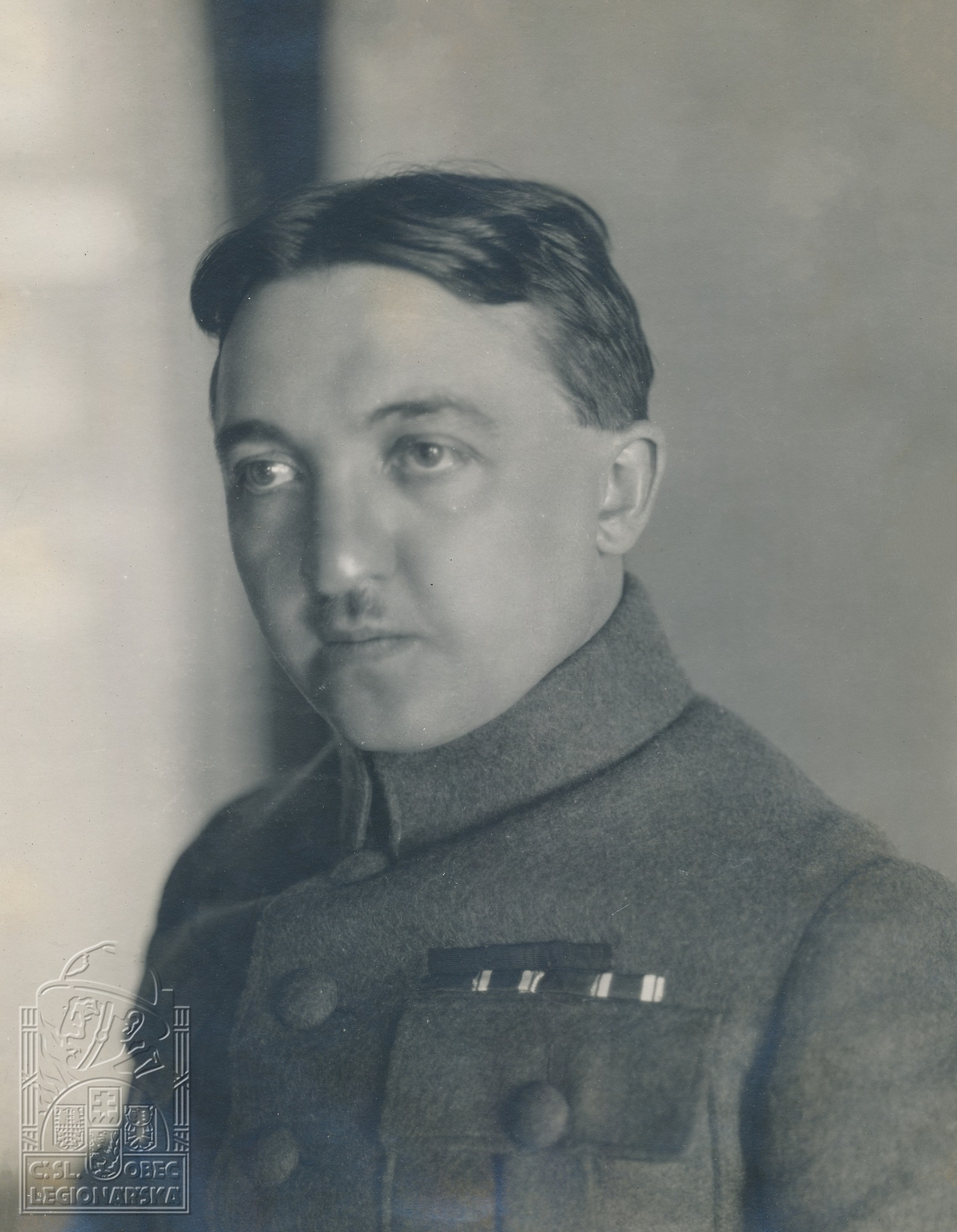
Generál Stanislav Čeček – velitel dálného východu v československých legiích v Rusku (kolem 1918–1920)
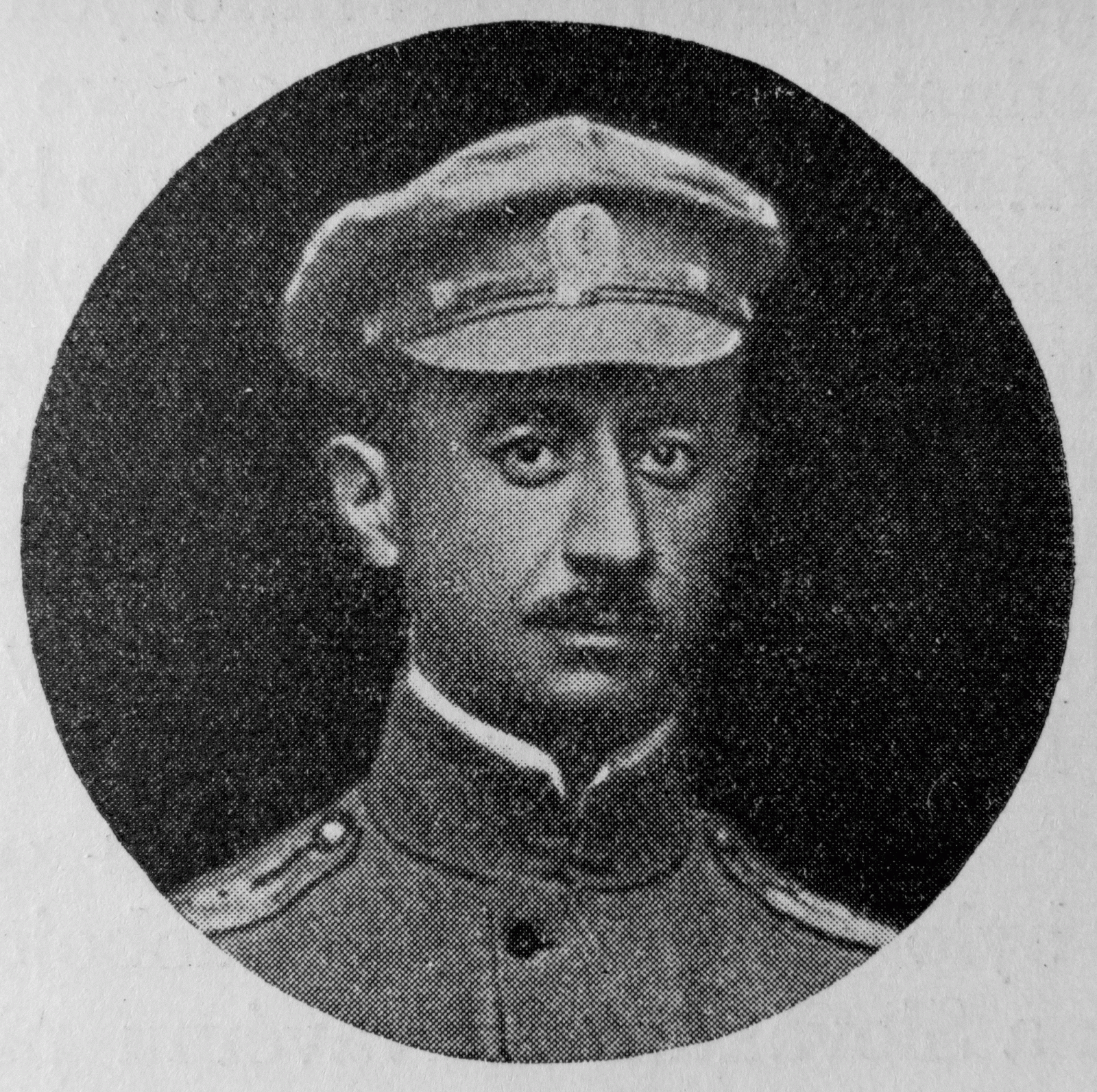
Velitel 15. transportu podplukovník Oleg Svátek (na fotografii ještě v hodnosti štábního kapitána legií)
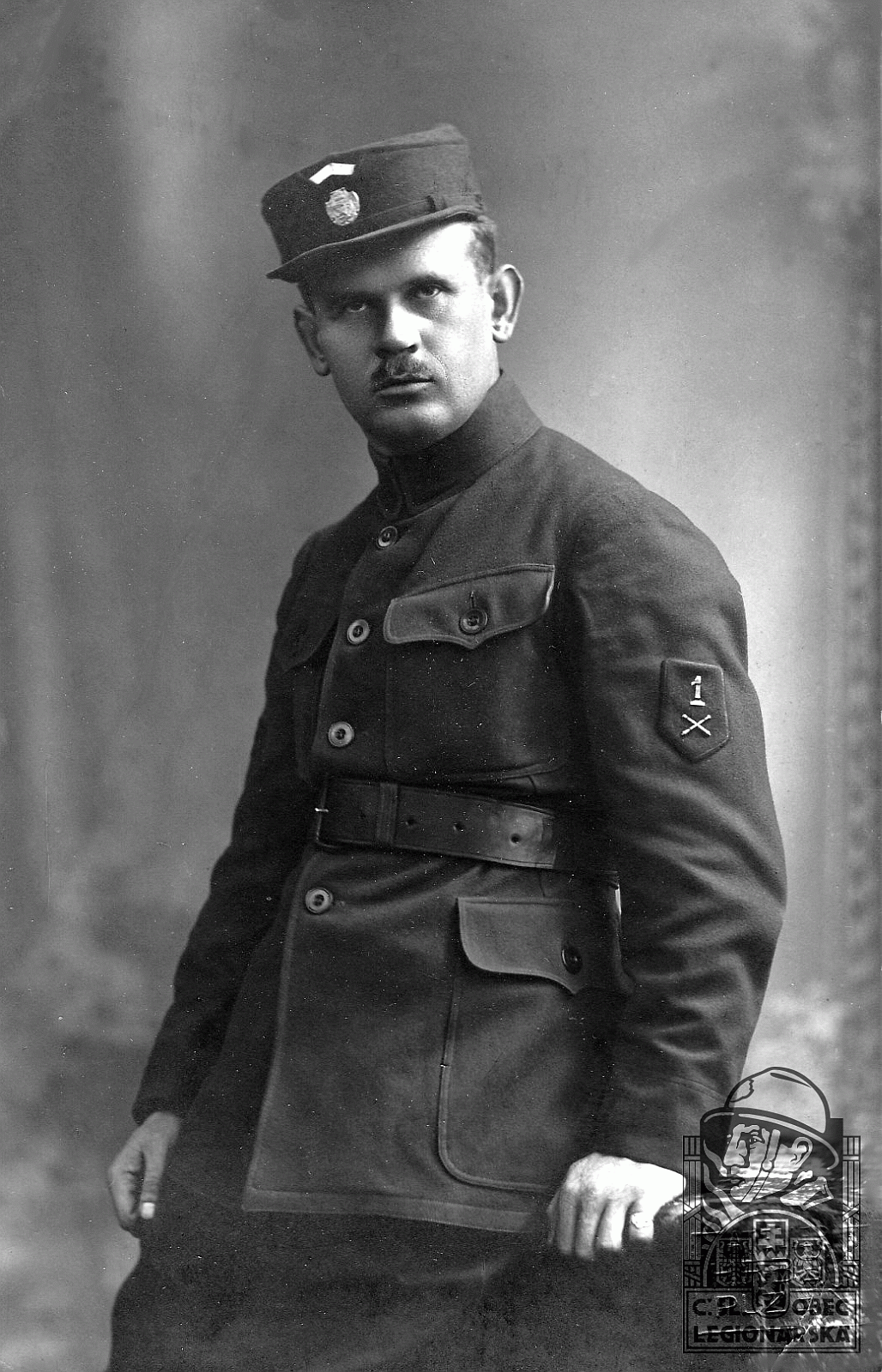
Václav Valenta[p. 6]
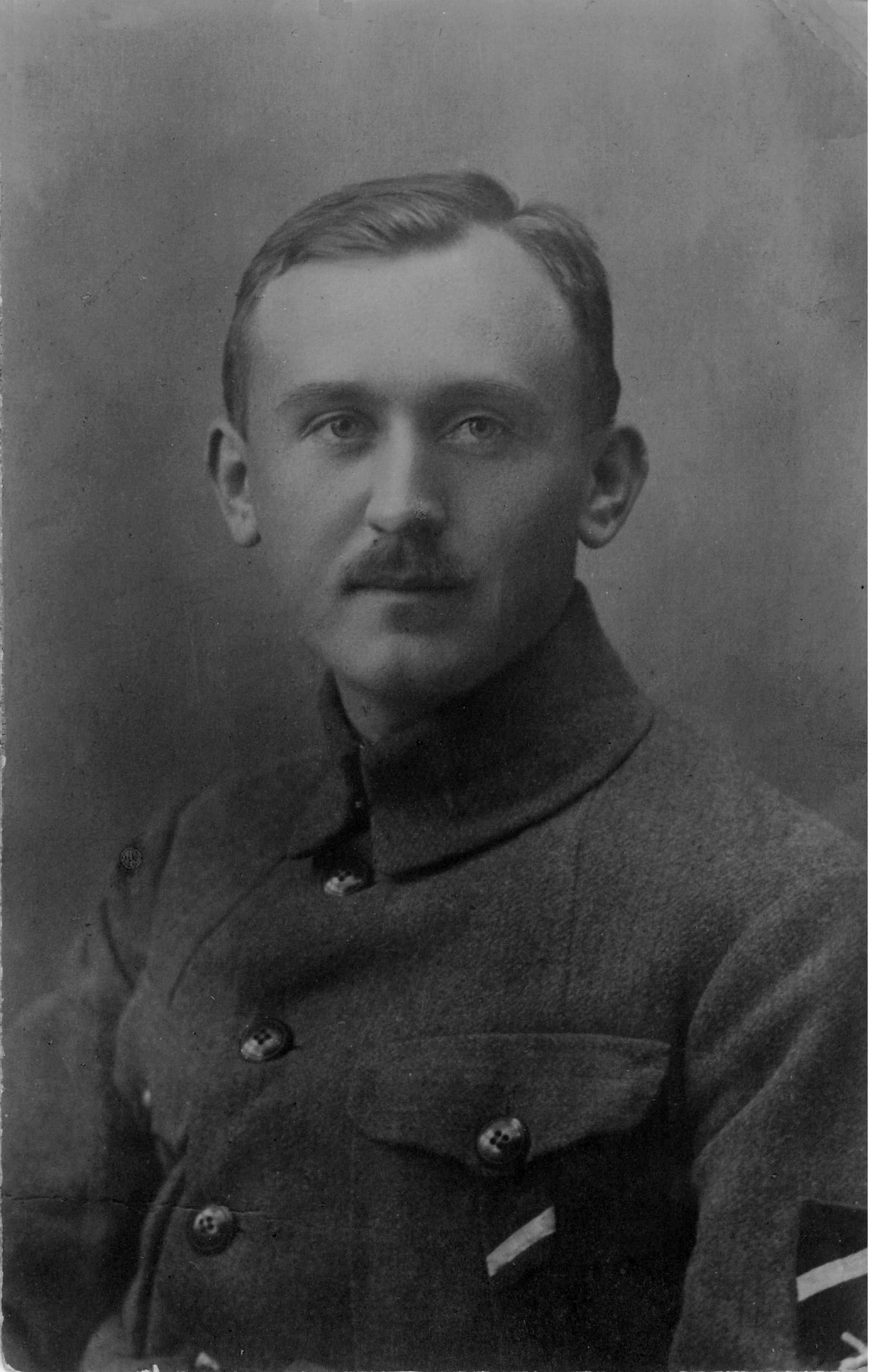
Josef Churavý (autor podrobného lodního deníku) jako poručík dělostřelectva (1919)

## Dovětek
V pořadí 36. transport uskutečněný americkou lodí USAT Heffron z Vladivostoku do Terstu (v období od 2. září 1920 do 11. listopadu 1920) byl oficiálně poslední, který sloužil k evakuaci československého vojska (legionářů) ze Sibiře. K přepravě větších objemů nákladu sloužily většinou jiné lodě, které Centrokomise najala k převozu materiálu a zboží do Evropy a tato plavidla byla formálně (organizačně) přičleňována k hlavním transportům osob. Většinou neodplouvaly ve stejný den jako transporty hlavní (s lidmi). Tak se stalo, že v rámci 23. transportu (americká loď USAT President Grant; 27. dubna 1920, Vladivostok – 12. června 1920, Terst) putovaly ještě dvě lodě: pod označením „23b“ to byl ruský Tver (na cestu vyplul 1. května 1920) a pod označením 23a japonská loď Shunko Maru (na cestu vyplula 15. května 1920). Na palubě zaoceánského parníku Shunko Maru při této plavbě (s označením „23a“) byli tři legionáři a 146 dalších osob v čele s Ing. Fričem.